# میگ-۳۵
میکویان میگ-۳۵ (به روسی: Микоян МиГ-35) (نامگذاری در ناتو: Fulcrum-F) جنگنده چندمنظوره تک‌سرنشین برتری هوایی است که توسط شرکت میکویان گورویچ در روسیه طراحی و ساخته شده‌است. اولین پیش نمونه این جنگنده اصلاح شده مدل اثبات‌گر تکنولوژی بود. ۱۰ نمونه دیگر تاکنون از این جنگنده ساخته شده‌است. میگ-۳۵ برای اولین بار به‌طور رسمی در سطح بین‌المللی در نمایشگاه هوانوردی هند در سال ۲۰۰۹ معرفی شد. میگ-۳۵ در دو مدل، تک کابین و دو کابین ساخته می‌شود که مدل دو کابین آن میگ-۳۵دی نام دارد. این جنگنده تا حد زیادی از نظر اویونیک و سیستم‌های سلاحی بهبود پیدا کرده‌است. به ویژه رادار جدید (AESA) و همچنین طراحی منحصر به فرد سیستم مکان‌یاب نوری (OLS) این جنگنده را از سیستم زمینی کنترل رهگیری (GCI) بی‌نیاز کرده و قادر ساخته تا برای مأموریت‌های مختلف به شکل مستقل عمل کند.

## عمده تفاوت‌ها با میگ-۲۹
مهم‌ترین تغییرات عبارتند از: ساخت فازاترون ژوک AE فعال رادار آرایه اسکن الکترونیکی (AESA)، موتورهای RD-33MK و طراحی جدید سیستم یاب نوری، OLS-35. همچنین شاهد تفاوت اندکی در بال‌ها هستیم. میگ-۳۵ حدود یک تُن مهمات بیشتری نسبت به میگ-۲۹-ام حمل می‌کند.

طرحی از تفاوت میان میگ-۲۹ نسخه M و میگ-۳۵

طرحی از تفاوت میان میگ-۲۹ نسخه M و میگ-۳۵

در مجموع میگ-۳۵ یک بهینه‌سازی بر روی پلتفورم جدیدترین میگ-۲۹ یعنی میگ-29 SMT است که از نظر ساختاری، تفاوت آنچنانی با آن ندارد. دولت روسیه تمام تلاش خود را می‌کند تا شرکت میگ را در بازی نگهدارد؛ زیرا اگر محصول میگ-۳۵ خریداری نشود، این شرکت در آستانهٔ ورشکستگی قرار خواهد گرفت. نیروی هوایی روسیه به میگ-۳۵ خوشبین نیست، زیرا اخیراً میگ سابقهٔ خوبی در ساخت هواپیما ندارد و از قافله عقب مانده‌است. در سال ۲۰۱۴ نیروی هوایی روسیه تعداد ۱۶ فروند میگ-۲۹ مدل اس‌ام‌تی که جدیدترین نوع میگ بوده را سفارش داد و جنگنده‌ها در سال ۲۰۱۶ تحویل داده شدند. خلبانان از این محصول ابراز نارضایتی کردند و نیروی هوایی روسیه این قرارداد را لغو کرد. سپس این شرکت جنگندهٔ میگ-۳۵ مدل ام‌ای‌سی را پیشنهاد کرد که این قرارداد نیز بسته شد و برای تعداد ۳۷ فروند توافق صورت گرفت. درنهایت این قرارداد نیز توسط روسیه کنسل شد و شرکت میگ در آستانهٔ ورشکستگی قرار گرفته‌است. میگ-۲۹ مدل اس‌ام‌تی درواقع یک ارتقا بر روی میگ-۲۹ است که ۲۲ تُن وزن دارد و اویونیک و موتورهای آن بهینه‌تر شده‌اند و می‌تواند از موشکهای پشتیبانی نزدیک زمینی بهره ببرد؛ ولی میگ-۲۹ تنها توانایی حمل ۴٫۵ تُن بمب و موشک را دارد که برای چنین مأموریتی هرگز کافی نیست. بعلاوه به دلیل مخزن سوخت کوچک، بُرد عملیاتی پایینی دارد و به این صورت خریداران کناره‌گیری کردند.

پروژهٔ میگ-۳۵ مدل ام‌ای‌سی با بحران مالی روبرو شد و شرکت میگ تصمیم گرفت میگ-۲۹ مدل کی را با یک به‌روزرسانی با نام میگ-۲۹ مدل اس به خریداران بفروشد. نیروی هوایی روسیه برای جلوگیری از ورشکستگی پروژهٔ ام‌ای‌سی حاضر به انجام این خرید شد. بحران شرکت میگ در سال ۲۰۰۷ میلادی زمانی به اوج خود رسید که الجزایر قرارداد نهایی شدهٔ خود به ارزش ۱٫۳ میلیارد دلار را فسخ کرد. الجزایر اعلام کرد که جنگنده‌ها مشکلات کیفی دارند و برخی از قطعات جنگنده‌ها درواقع از هواپیماهای قدیمی برداشته و نصب شده‌اند. روسیه این ادعای الجزایر را تأیید کرد و بازرسان روسی اعلام کردند که شرکت میگ قصد داشته تا قطعات کهنه و بی‌کیفیت را با نام قطعات نو به الجزایر بفروشد. قطعاتی که از دوران جنگ سرد بازمانده بودند توسط شرکت میگ استفاده شده و بر روی میگ-۲۹ جدید نصب شده بودند. کارکنان شرکت میگ از این بابت بسیار ناراحت شدند و اعلام کردند که خودشان نیز دوست ندارند با یک هواپیمای مسافربری پرواز کنند که قطعات آن دست دوم و دارای ایراد هستند. دولت روسیه نیز در یک طرح ضد-فساد، این فساد شرکت میگ را محکوم کرد و چندین سال مورد پیگرد قرار داد. اکنون شرکت میگ امیدوار است که پروژهٔ میگ-۳۵ این شرکت را از انحلال نجات دهد. بنا به گفتهٔ کارشناسان، میگ-۳۵ درواقع یک طراحی دوباره از میگ-۲۹-ام است که با ظاهری نوین به فروش می‌رسد.

## کاربران فعلی
روسیه: روسیه تا پایان سال ۲۰۱۹ تنها ۲ فروند میگ-۳۵ در ناوگان خود دارد که جایگزین میگ-۲۹ شدند. در سال ۲۰۱۳ قرار بود روسیه ۳۷ فروند سفارش بدهد. ولی در سال ۲۰۱۷ این میزان را به ۲۴ فروند کاهش داده‌است. درنهایت با کاهش دوبارهٔ سفارش خود، این میزان به شش فروند رسید که دو فروند آن در ژوئن ۲۰۱۹ تحویل نیروی هوایی روسیه شد.

## کاربران احتمالی
الجزایر:
روسیه برای جایگزین کردن میگ۲۹ الجزایر، جنگنده میگ-۳۵ را پیشنهاد کرده بود، ولی این کشور علاقهٔ خود را به محصولات میگ از دست داده بود و جنگنده سوخو-۳۰ مدل MKA را برگزید.
 هند: با توجه به اولین رونمایی این هواپیما در نمایشگاه هوایی ۲۰۰۹ میلادی هند و برنامه‌های نظامی گسترده میان دو کشور روسیه و هند احتمال داشت که هند یکی از مهم‌ترین خریداران این هواپیما باشد. هند در نهایت داسو رافال را به عنوان جنگنده آینده خود انتخاب کرد.
 مصر: مصر در سال ۲۰۱۴ قصد خرید ۲۴ فروند میگ-۳۵ را داشته‌است. در سال ۲۰۱۵ مدیر شرکت میگ اعلام کرد که همچنان آمادهٔ فروش این جنگنده به مصر هستیم. ولی در نهایت قراردادی به ارزش ۲ میلیارد دلار برای خرید جنگنده‌های میگ-۲۹ام با روسیه بست.
- کشورهای دیگری همچون پرو، میانمار و بنگلادش نیز به میگ-۳۵ ابراز علاقه‌مندی کرده‌اند.[۱۷] اخیراً روسیه به مالزی پیشنهاد کرده که ۱۸ فروند جنگندهٔ میگ-۲۹ مدل ان مالزی که زمین‌گیر هستند را دریافت کرده و آنها را به میگ-۳۵ تبدیل کند. شرکت میگ برای اینکار به ولادیمیر پوتین توسل جسته و این پیشنهاد فروش توسط شخص ولادیمیر پوتین به مالزی داده شد.[۱۸]

## مشخصات میگ-۳۵
داده‌ها از Mikoyan MiG-29M2 basic dimensions, deagel.com, airforce-technology.com
ویژگی‌های عمومی
- خدمه: ۱
- طول: ۱۷٫۳ متر (۵۶ فوت ۹ اینچ)
- پهنای بال: ۱۲ متر (۳۹ فوت ۴ اینچ)
- ارتفاع: ۴٫۷۳ متر (۱۵ فوت ۶ اینچ)
- مساحت بال‌ها: ۴۱ متر مربع (۴۴۰ فوت مربع)
- وزن خالی: ۱۱٬۰۰۰ کیلوگرم (۲۴٬۲۵۱ پوند)
- وزن ناخالص: ۱۷٬۵۰۰ کیلوگرم (۳۸٬۵۸۱ پوند)
- بیشترین وزن برخاست: ۲۴٬۵۰۰ کیلوگرم (۵۴٬۰۱۳ پوند)
- پیشرانه: ۲ عدد موتور توربوفن دارای پس‌سوز کلیموف آردی-۳۳, ۵۳ کیلونیوتن (۱۲٬۰۰۰ پوند-نیرو) thrust  در هر موتور dry, ۸۸٫۳ کیلونیوتن (۱۹٬۹۰۰ پوند-نیرو) با پس‌سوز

عملکرد
- حداکثر سرعت: ۲٬۱۰۰ کیلومتر بر ساعت (۱٬۳۰۰ مایل بر ساعت، ۱٬۱۰۰ گره) در ارتفاع بالا

۱٬۴۵۰ کیلومتر بر ساعت (۹۰۰ مایل بر ساعت؛ ۷۸۰ گره) / M1.17 در ارتفاع دریا
- حداکثر سرعت: ۲٫۰ ماخ
- بُرد: ۲٬۴۰۰ کیلومتر (۱٬۵۰۰ مایل، ۱٬۳۰۰ مایل دریایی) [۲۲]
- بُرد رزمی: ۱٬۰۰۰ کیلومتر (۶۲۰ مایل، ۵۴۰ مایل دریایی)
- بُرد معبر: ۳٬۱۰۰ کیلومتر (۱٬۹۰۰ مایل، ۱٬۷۰۰ مایل دریایی) با سه مخزن سوخت اضافه

۶٬۰۰۰ کیلومتر (۳٬۷۰۰ مایل؛ ۳٬۲۰۰ مایل دریایی) با سوخت‌گیری هوایی
- حداکثر ارتفاع: ۱۶٬۰۰۰ متر (۵۲٬۰۰۰ فوت)
- حد شتاب جی: +۹

## هواپیماهای قابل مقایسه
- داسو رافال
- یوروفایتر تایفون
- جنرال داینامیکس اف-۱۶ فایتینگ فالکن (مدل‌های ئی - اف از ورژن بلوک ۶۰)
- چنگدو جی-۱۰

## نگارخانه

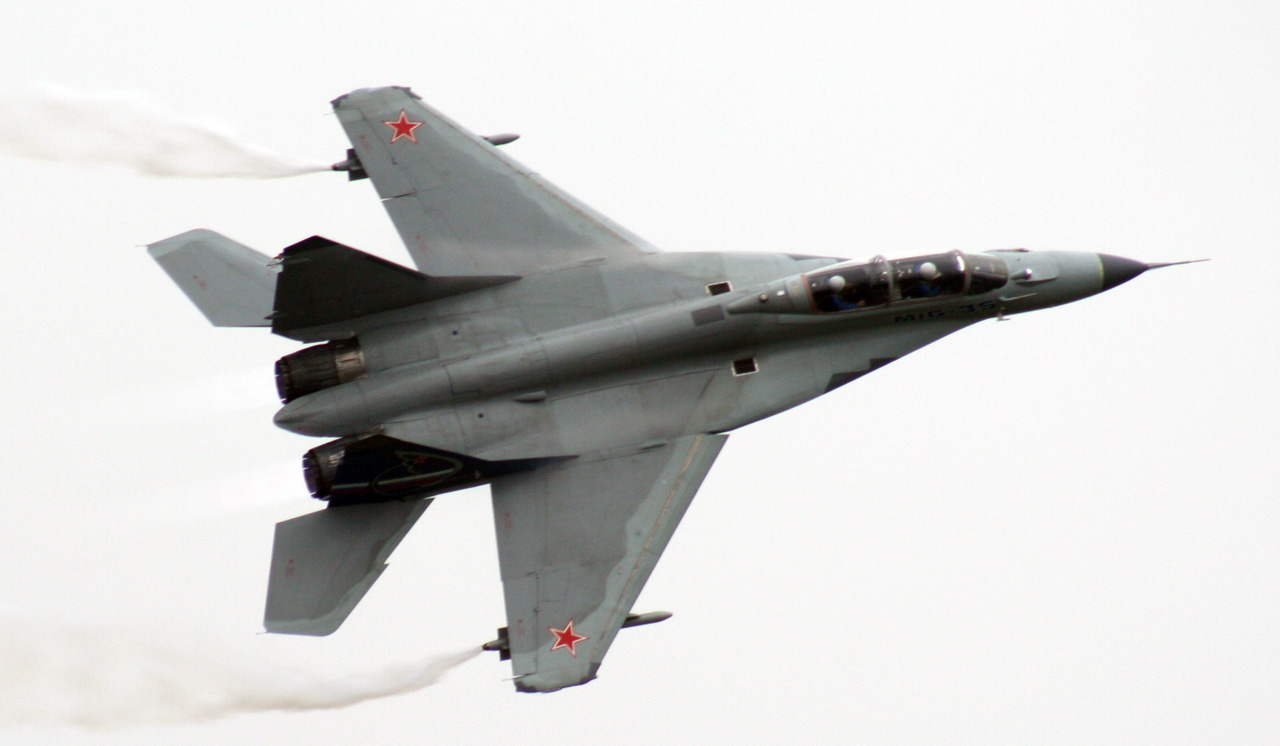
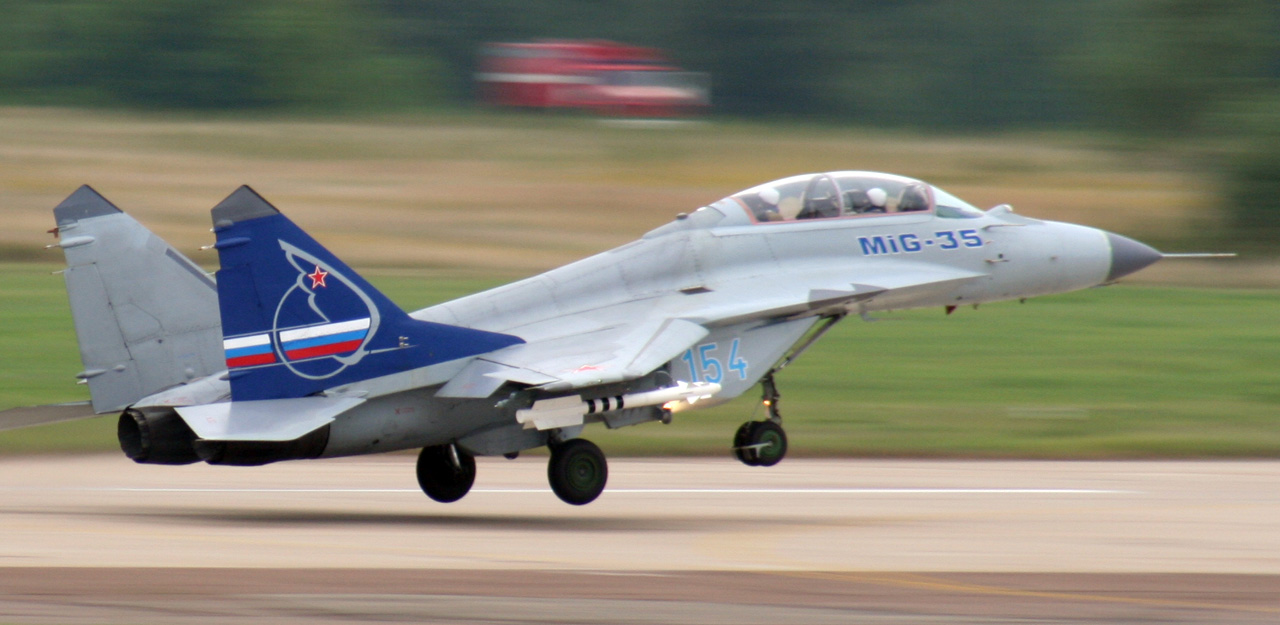
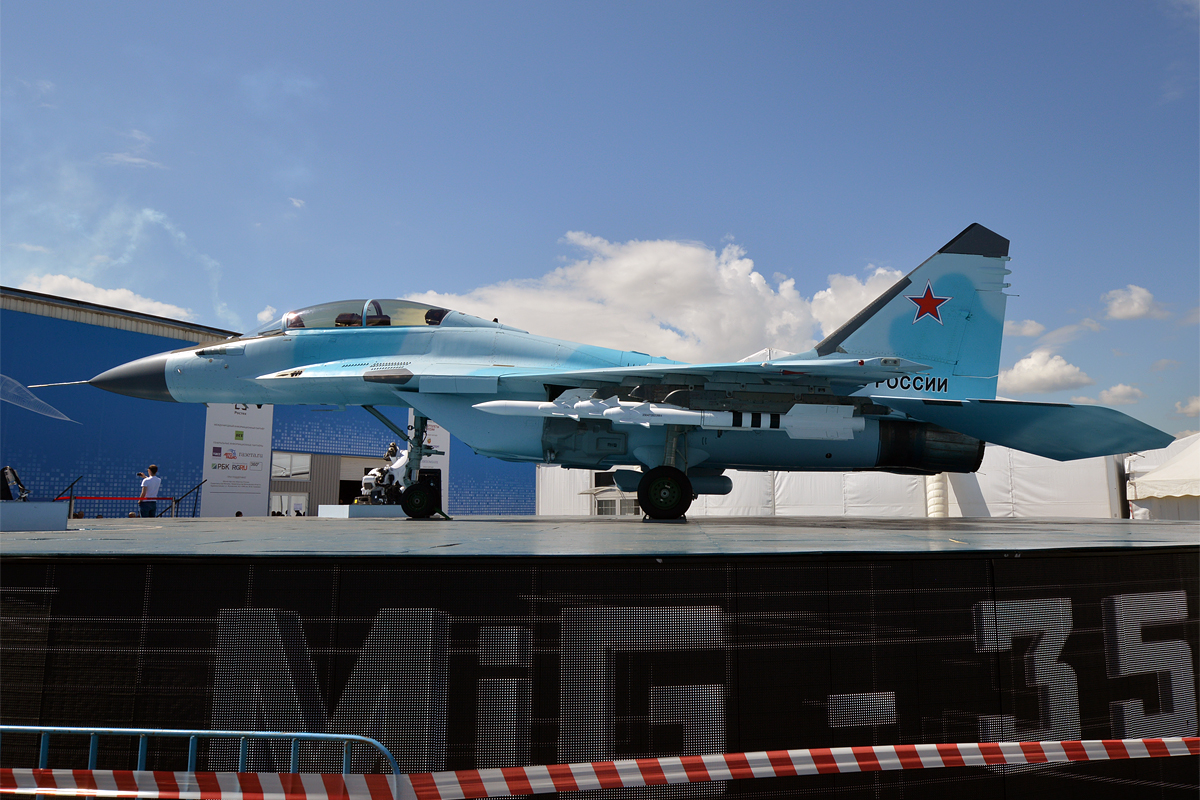
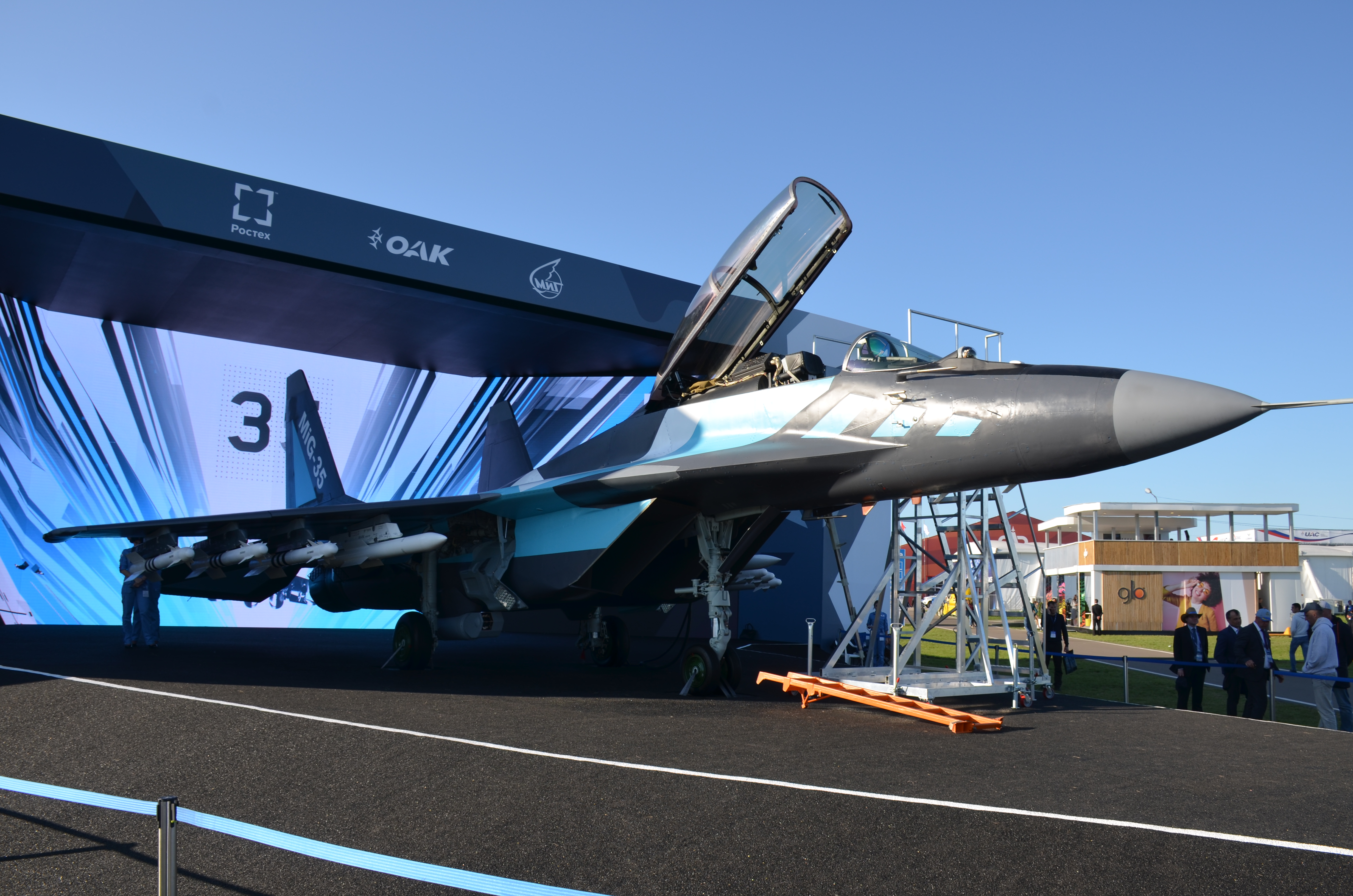
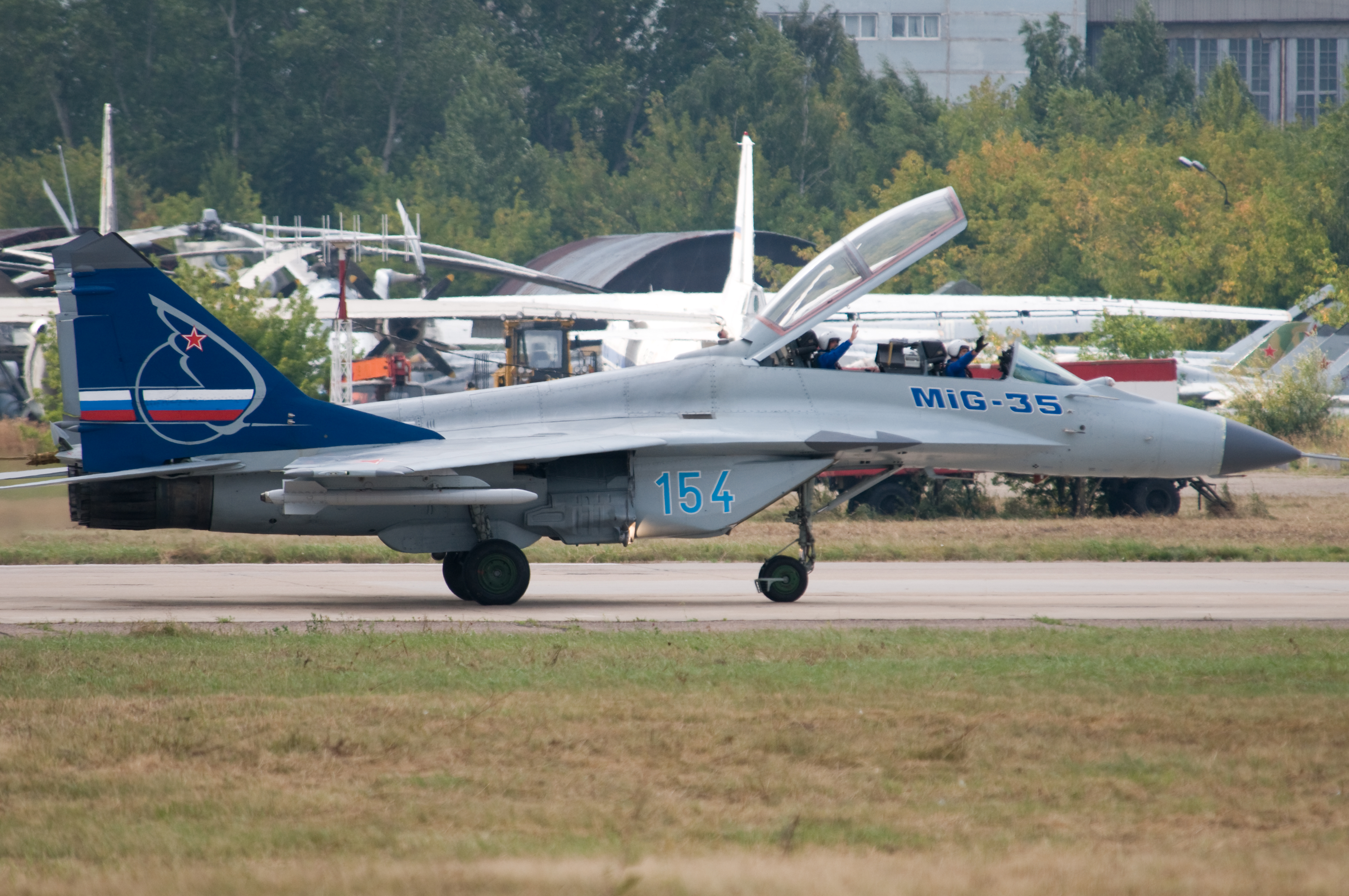
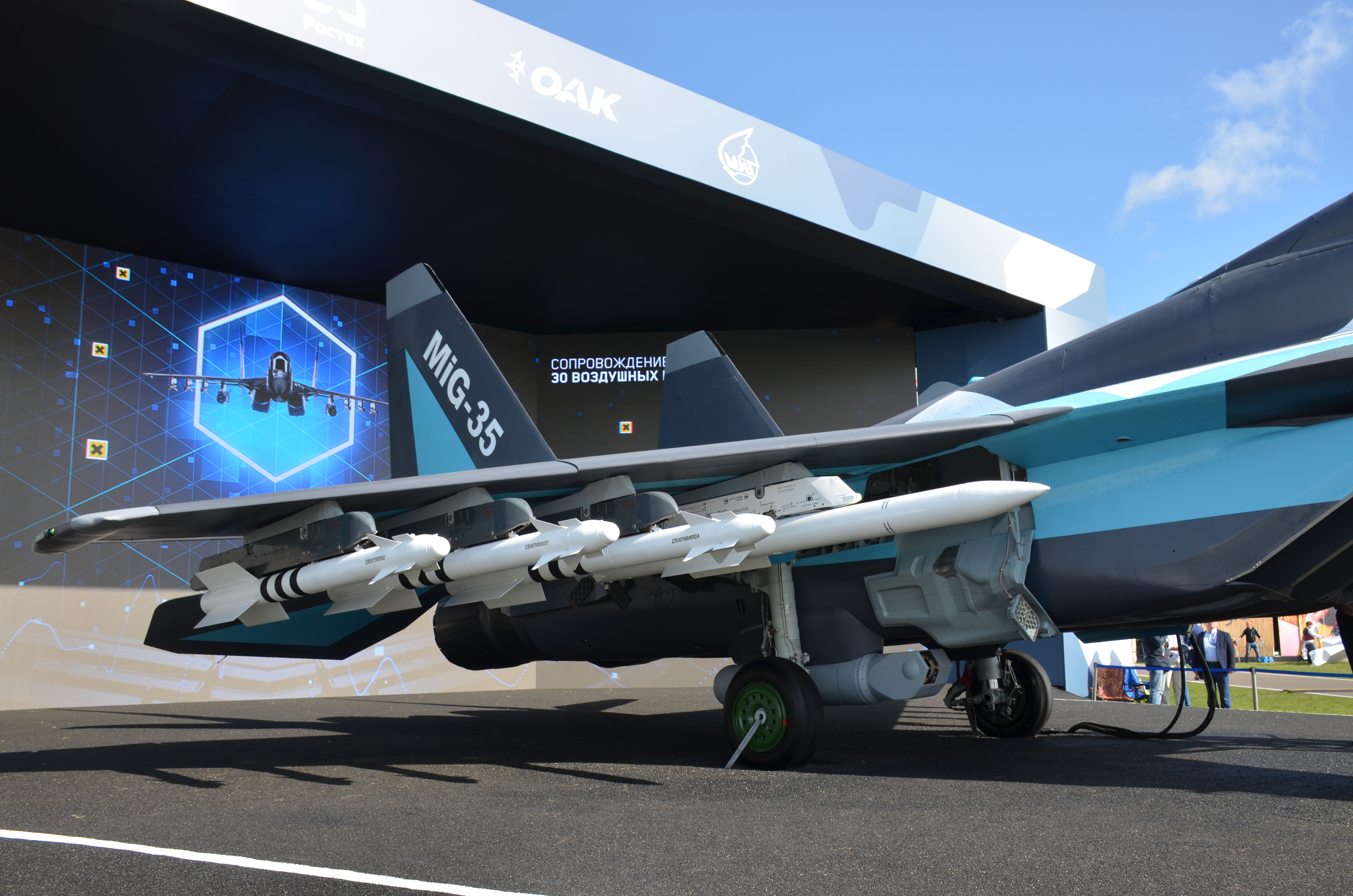
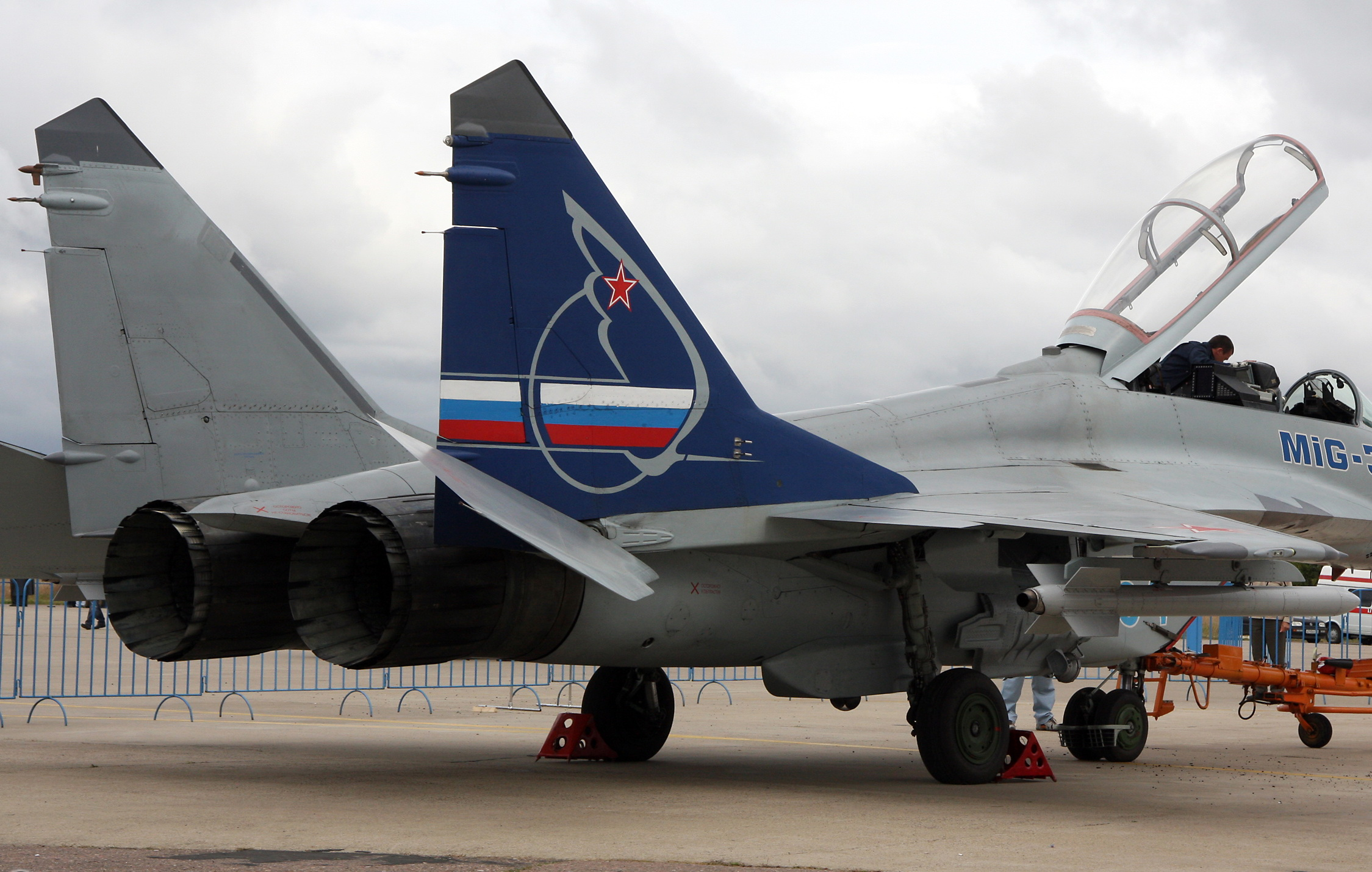
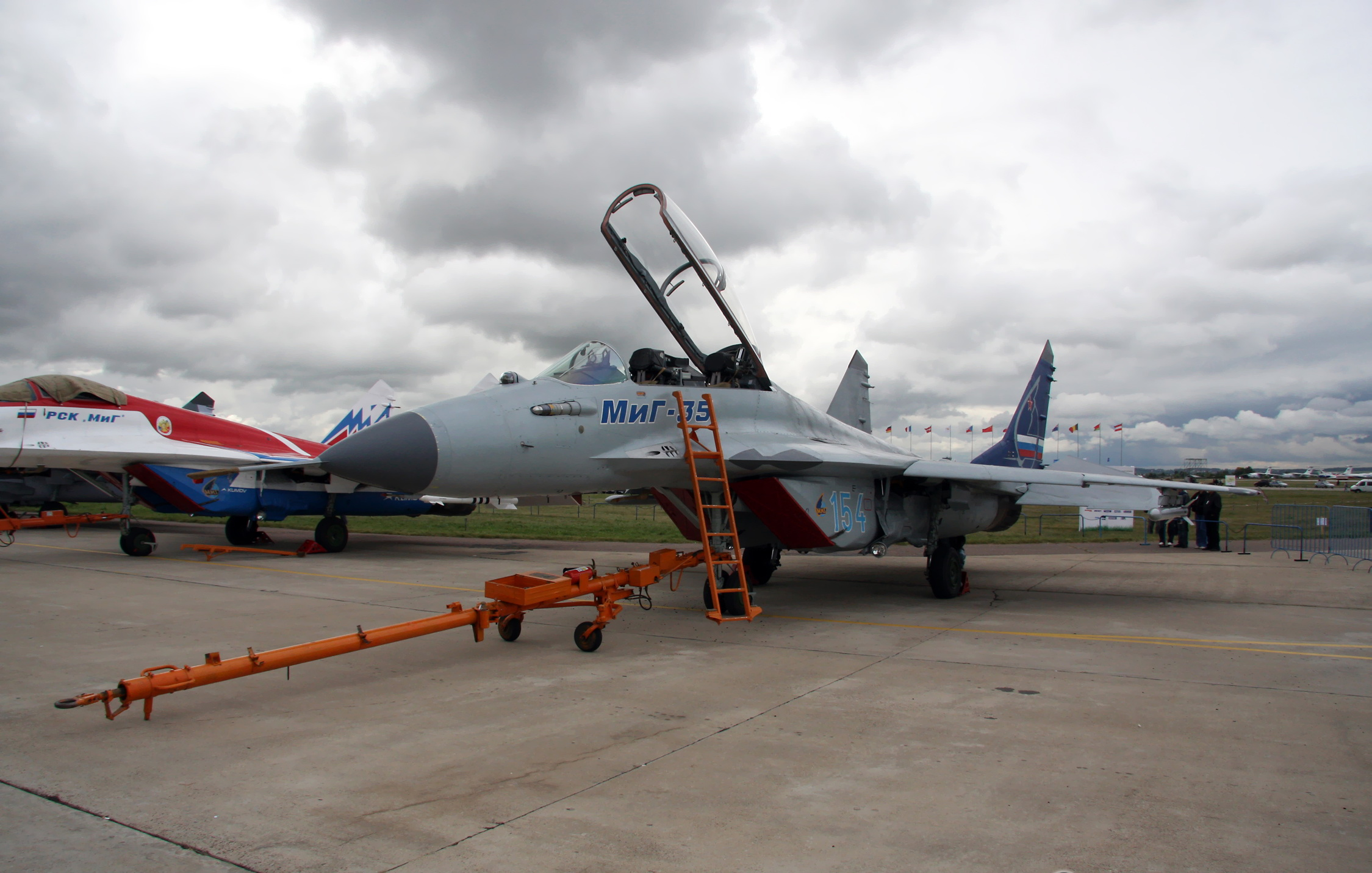
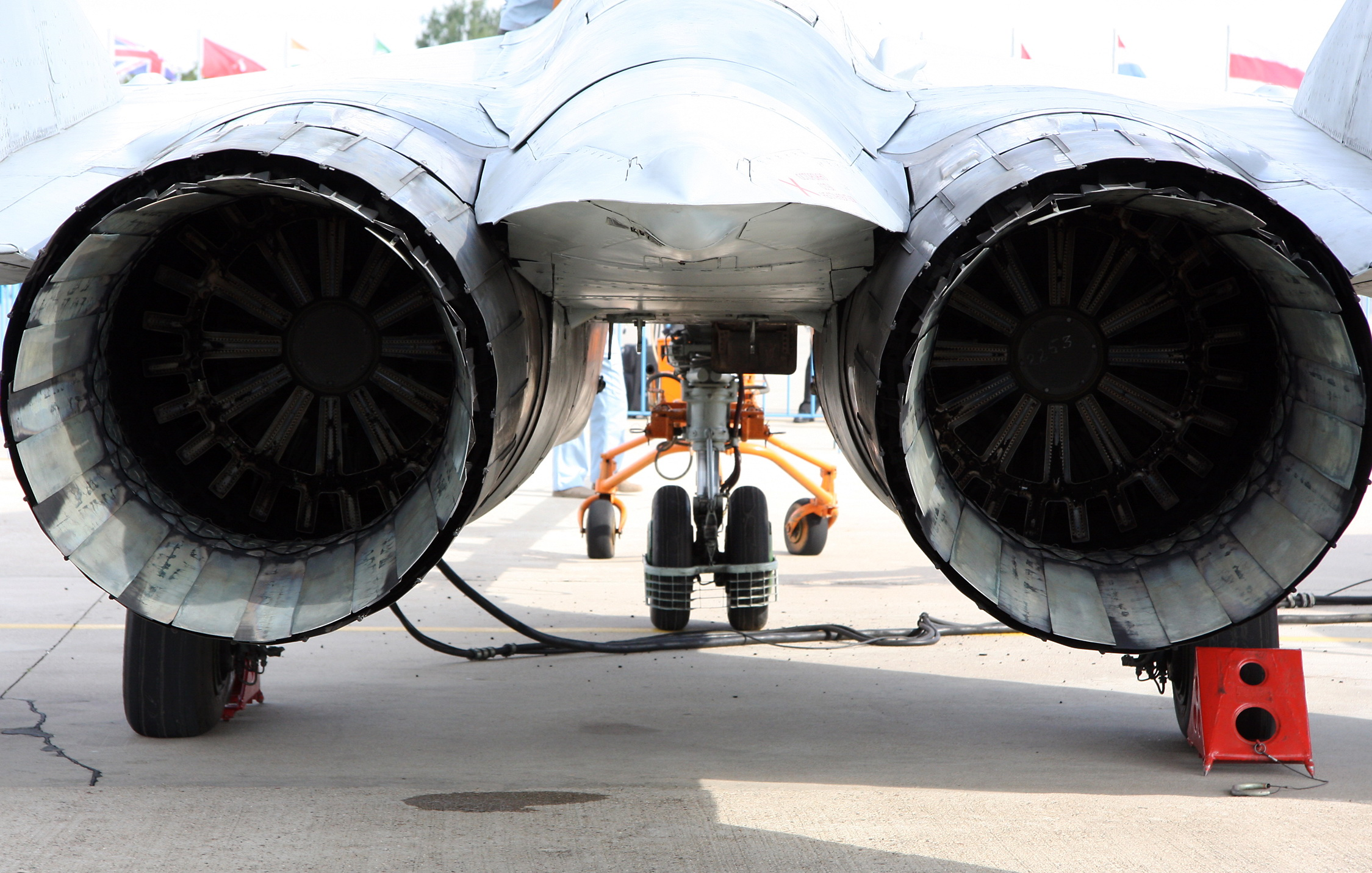
موتور کلیموف  RD-33MK
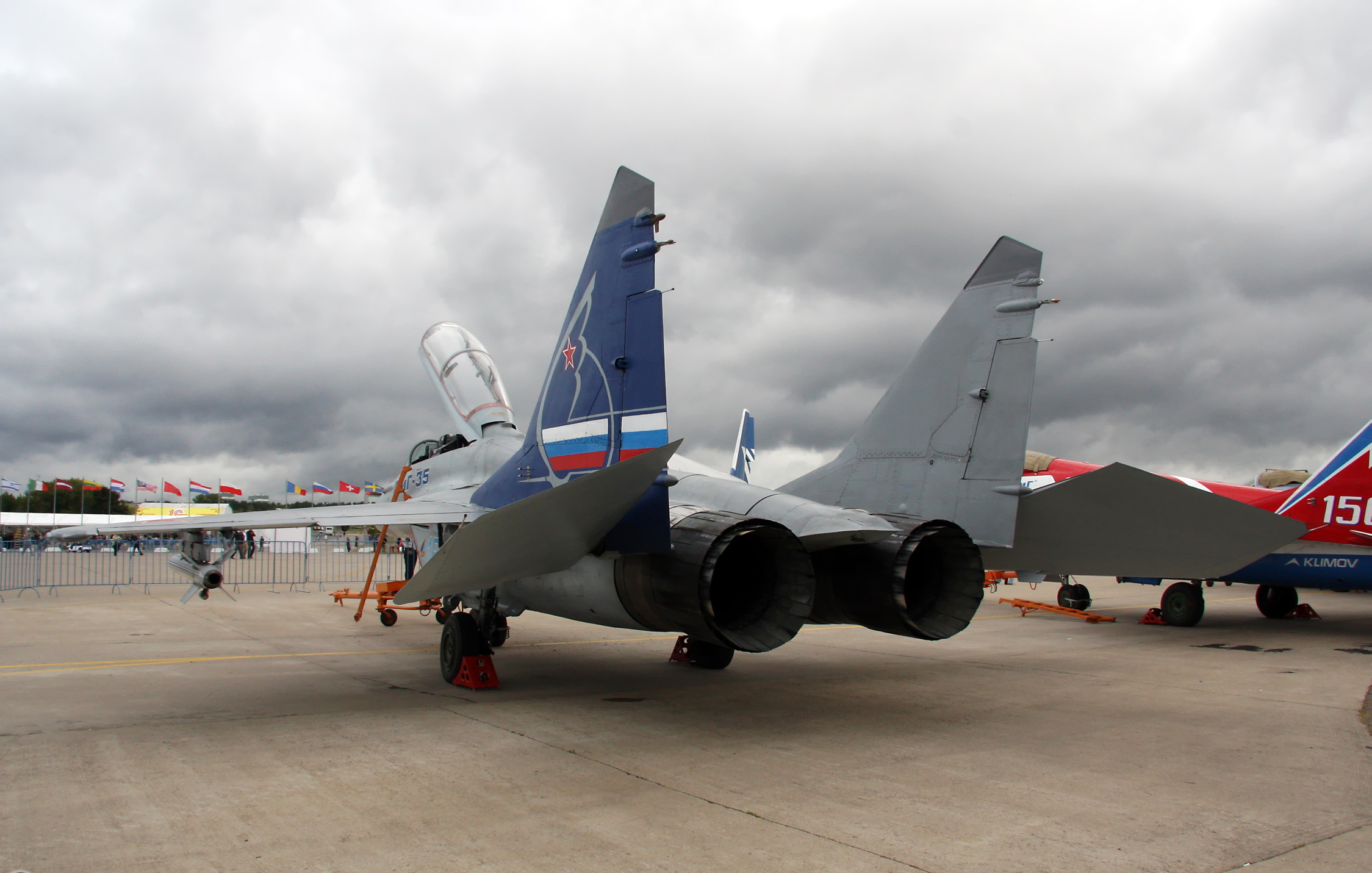